# Comunitats autònomes de règim comú
Les comunitats autònomes de règim comú són les comunitats autònomes de l'Estat espanyol que no gaudeixen del concert econòmic, és a dir, que no gaudeixen de l'autonomia en la recaptació d'impostos, ans aquestos són recaptats per l'Estat i després distribuïts a cada comunitat autònoma. Està regulat per la Llei orgànica de finançament de les Comunitats Autònomes, la qual ha sigut modificada diverses vegades. Les comunitats autònomes de règim comú són: Andalusia, Aragó, Astúries, Comunitat de Madrid, la Comunitat Valenciana, Canàries (amb elements especials), Cantàbria, Catalunya, Castella - la Manxa, Castella i Lleó, Extremadura, Galícia, La Rioja, les Illes Balears, la Regió de Múrcia i les dues ciutats autònomes de Ceuta i Melilla (aquestes també amb un règim especial). Per contra, les comunitats que gaudeixen de concert econòmic es coneixen com a comunitats forals en virtut del reconeixement de llurs antics furs i són Navarra i el País Basc.

## Història
Com la Constitució no estableix un model tancat de finançament, aquesta permet que aquest evolucione al llarg del temps.
El règim general de finançament suposà desigualtats des de l'inici en part perquè "quan es van traspassar les competències hi havia comunitats on la presència de l'estat era més baixa, i al passar-se els recursos per al seu finançament en funció del cost efectiu dels serveis que es traspassaven, es quedaren amb menys recursos en termes relatius que altres territoris on la presència de serveis públics estatals era major".

### Etapa del cost efectiu (ca. 1978 - 1986)
El 1980 s'aprovà la Llei orgànica 8/1980 de finançament de les comunitats autònomes, que en el règim general feia que s'estimara el cost de la prestació dels serveis donats per l'Estat i aleshores l'administració central feia una transferència monetària cedint algun tribut menor. Aquest primer model de finançament es considera l'Etapa del cost efectiu (fins al 1986).
Els anys posteriors, el càlcul es feia sobre el creixement del cost. Aquest model suposà un problema comparativament a algunes comunitats autònomes (com la valenciana). Aquest greuge no es va corregir satisfactòriament en els models posteriors.
El problema del mètode del cost efectiu fou que davant un punt de partida desigual, la regió que comptava inicialment amb un millor nivell de serveis públics que altra, rebria una millor valoració dels traspassaments i, en conseqüència, més recursos. Aquest problema no fou resolt posteriorment.

### Segon model (1987 - 1996)
El següent model (1987-1996) abandonà l'estimació del cost efectiu. Aquest model consistia en estimar uns indicadors (població, dispersió geogràfica, superfície i altres) i negociar acords. Les autonomies no eren responsables de manera que cobraven impostos a la seua ciutadania. L'administració central i les comunitats autonòmiques acordaven escenaris de convergència, els quals eren compromisos de límits per a l'endeutament i dèficit per part de les comunitats autònomes per a complir els compromisos europeus. Aquests acords no seguien criteri més que evitar l'acumulació del dèficit. L'execució es basà en una falta de publicitat (no eren acords fets públics) i que generalment s'acompliren però resultaren revisables i revisats mitjançant acords bilaterals entre algunes comunitats autònomes i el Ministeri d'Economia i Hisenda.
Durant la primera meitat dels anys noranta, es va generalitzar entre especialistes i responsables d'hisenda central i autonòmiques la idea que el sistema de finançament tenia molts problemes acumulats. La raó dels problemes era el desajustament entre un sistema de finançament centralitzat i una organització política de l'estat descentralitzada. Aquesta fou la conclusió del Libro blanco, una publicació escrita entre el 1994 i el 1995 per un grup d'experts del Consell de Política Fiscal i Financera que fou publicada el març de 1995.
El Libro blanco analitzà l'experiència de 15 anys del sistema arribant a un judici generalment positiu. Així i tot, apuntà els problemes pendents de resoldre: la falta d'autonomia i corresponsabilitat fiscal de les hisendes autonòmiques, la falta de contorl del dèficit i l'endeutament i la falta d'unió de la solideritat amb la descentralització fiscal.
Un canvi del model va ser impulsar per l'acord d'investidura i governabilitat fet pel Partit Popular i Convergència i Unió el 1996.

### Tercer model (1997 - 2001)
Les comunitats autònomes poden recaptar part l'IRPF. Amb açò apareix una responsabilitat compartida entre l'Estat Central i l'autonomia respecte el finançament de les seues despeses.
Ja un article acadèmic publicat el 2003 explicava que el càlcul que s'ha fet des del 1980 s'ha caracteritzat per una incertesa en la seua adequació al principi de solidaritat interterritorial.
L'estat central aprovà una sèrie de lleis amb les quals cedia tributs: lleis 25 a 36/1997.
Una crítica feta al sistema de finançament ha sigut la falta de transparència per part del Consell de Política Fiscal i Financera. Com no es va generar informació suficient per a fer l'anàlisi de les disfuncions del sistema, s'han generat costos i inestabilitat. Així, per exemple, no hi ha dades oficials unificades sobre l'endeutament i s'aconsegueixen dades de dades diverses amb retard, sobre les quals solament es poden fer conjectures sobre la situació.
El 2002 totes les autonomies s'equiparen en competències i havien rebut l'educació i la sanitat. La responsabilitat de les autonomies respecte els aspectes socials i econòmics dels seus ciutadans ja era molt gran.

### Últims models (2002 - 2008; 2009 - actualitat)
Amb la recessió els pressupostos autonòmics minvaren. Els dos últims models (2002-2008 i el de 2009-actualitat) han intentat corregir la falta d'harmonia al sistema de finançament: es considerà la població per trams d'edat (infantil, jove, adulta i vella). Aquests models consideren tres elements (considerats en pases seguint aquest ordre):
1. El total de diners destinats a les comunitats autònomes en conjunt.[20] Considera l'evolució de la despesa dels serveis de les CCAA[20] i les negociacions entre l'Administració Central i les CCAA.[21]
2. El càlcul de les "necessitats financeres relatives de cada comunitat amb relació a la resta". Per açò considera indicadors com la població per trams d'edat i altres. Considera fons específics de finalitat diversa.[22] Aquests fons específics pretenien originalment corregir aspectes concrets però tenen usos polítics que els han desvirtuat.[23]
3. La delimitació de fonts d'ingressos per a finançar les necessitats calculades en el pas anterior. Aquestes fonts són: les pròpies de la comunitat autònoma (tributs cobrats al ciutadans del territori) i les transferències compensatòries que tracten d'equiparar les distintes CCAA.[22]

El model de 2002 va ampliar "sensiblement les competències de les Comunitats Autònomes en matèria de tributs cedits".
L'1 de gener del 2002 es posà en efecte la Llei 21/2001, que canviava el sistema de finançament. El 2011 el Tribunal Constitucional va publicar una sentència a favor de la llei davant una recurs d'inconstitucionalitat que presentà el PSOE al Congrés dels Diputats qüestionant els "principis de seguretat jurídica, dispositiu i de lleialtat constitucional, autonomia financera i procediment legislatiu".
L'estat central aprovà una sèrie de lleis amb les quals cedia tributs: lleis 17 a 31/2002.
El 30 de setembre de 2005 el Parlament de Catalunya aprovà una reforma de l'Estatut de Catalunya amb una llei orgànica, modificant el finançament de la Generalitat Catalana.
López Casasnova afirmà el 2007 que el sistema de correcció de diferències no és transparent ni és avaluat i s'expressa de diverses maneres (fons de suficència, modulacions, garanties de mínims, garantia de creixement i altres); "amb efectes recurrents en el temps, escassa correspondència entre renta relativa i finançament autonòmica, i [altres problemes], mentre el sistema de concert, defès igualment per dos grans partits estatals, queden fora de qüestió amb una indubtable injustícia relativa".
La Llei 22/2009 establí el nou model de finançament per a les comunitats autònomes de règim comú i l'1 de gener de 2009 entrà en vigor.
El finançament autonòmic comú va reaccionar molt fortament al cicle econòmic (sent afectat per la crisi de 2008). La mecànica del sistema sumada a la previsió errònia del Govern espanyol van provocar que la caiguda dels ingressos autonòmics en caixa començara a ser notòria dos anys després, el 2010. Els governs regionals van tindre, en conseqüència, una possibilitat de posposar els ajustos econòmics de manera imprudent.
L'estat central aprovà una sèrie de lleis amb les quals cedia tributs: lleis 16 a 30/2010.
El 2011 el Govern català i alguns partits del Parlament de Catalunya tractaren d'establir el sistema de concert per a Catalunya sense èxit.
Després de llargues negociacions, el govern espanyol presentà un nou model de finançament autonòmic el juliol del 2009 per tractar de corregir dèficits de finançament de els autonomies. La balança fiscal del País Valencià amb Espanya millorà insuficientment, segons l'economista José Carlos Díez.
Segons un estudi dirigit per un membre de l'Institut Valencià d'Investigacions Econòmiques, les diferències entre ingressos del 2013 de les comunitats autònomes estan condicionats pel règim general de finançament. Aquest règim ha afectat durant molts anys negativament les comunitats autònomes de la Comunitat Valenciana, Catalunya i les Illes Balears. Aquest règim ha sigut criticat diverses vegades per distintes persones i organitzacions. Tant el Ministre d'Hisenda d'aleshores, Cristóbal Montoro, com la responsable a nivell de comunitat autònoma d'Hisenda de la Comunitat Valenciana, Clara Ferrando, han afirmat que el País Valencià està infrafinançada pel model del sistema de finançament autonòmic.
Núria Bosch i Roca defengué que a la reforma es tinga en compte el cost de vida de la comunitat i que es seguisca el principi d'ordinalitat, que "significa l'establiment d'un anivellament parcial: les autonomies amb més capacitat fiscal perden recursos per la redistribució, però després d'aquesta redistribució es queden per sobre de la mitjana, i les autonomies amb menys capacitat en guanyen, però queden per sota de la mitjana."
El desigual sistema de finançament autonòmic suposa que les autonomies desafavorides es vegen obligades a incrementar els tributs per a augmentar els seus ingressos mentre que les afavorides redueixen els tributs, podent ser acusades de competència deslleial a nivell fiscal. L'existència de dos possibilitats de calcular les balances fiscals per a determinar el grau d'harmonia del sistema de finançament ha suposat controvèrsia entre el govern de Madrid i el de Catalunya. El balanç fiscal del País Valencià en ambdós mètodes és deficitari.
El 2016 en una reunió d'economistes sobre l'estat del sistema de finançament autonòmic va eixir la proposta a l'Estat Central que perdonara deutes del Fons de Liquiditat Autonòmica a algunes comunitats autònomes a canvi que acceptaren un nou sistema.
La percepció dels presidents d'autonomies del PSOE i alguns del Partit Popular era que el sistema de finançament autonòmic no és harmònic. El 2017 la Conferència de Presidents (que reuneix presidents de les autonomies del règim regular de finançament, però eixe any no hi participà el president de Catalunya Carles Puigdemont) suposà el compromís d'emprendre la reforma del sistema de finançament autonòmic abans del 2018.
Segons Vidal Prado (2017, p. 183-185), el model de finançament autonòmic aquesta ha de modificar-se tenint en compte com els recursos assignats per al finançament de l'atenció a la dependència han de tindre l'assegurança d'especificar la finalitat i que aquesta siga acomplida.
Un informe de Fedea publicat el 2018 certificà que el País Valencià és la comunitat autònoma pitjor finançada.
El març de 2019, el grup de pressió INECA va demanar que es canviara el sistema de finançament pels efectes de la crisi econòmica.
Un informe de Fedea publicat el 2019 certificà que el País Valencià és una de les tres comunitats autònomes pitjor finançades. Mentrestant, Cantàbria és la més beneficiada.
El PSOE bloquejà el debat al Senat sobre el sistema de finançament autonòmic de règim comú l'agost de 2019.

La Sindicatura de Comptes, institució valenciana dirigida per Vicent Cucarella, alertà el 2019 que un canvi del sistema de finançament de les comunitats autònomes de règim comú era necessari davant la situació de dèficit de la Generalitat Valenciana.